# Норма Крус
Норма Крус (ісп. Norma Cruz) — гватемальська правозахисниця, відома своєю роботою документування насильства у відношенні жінок.

## Кар'єра

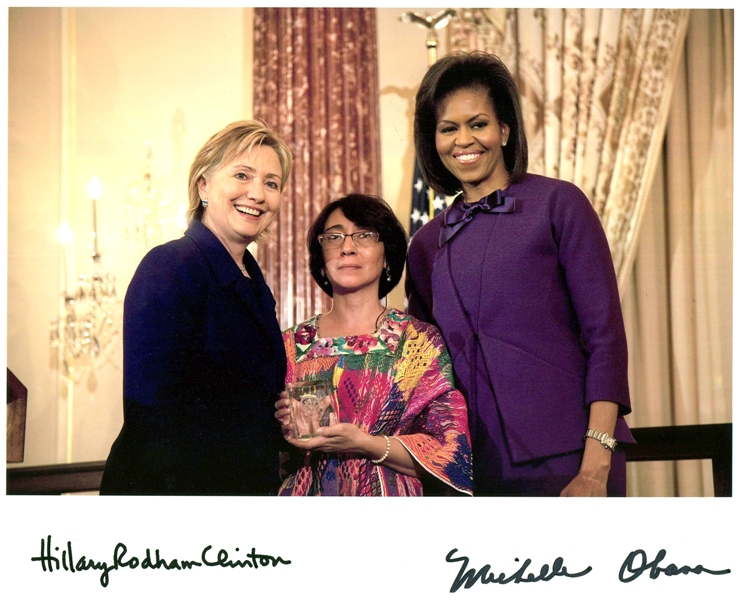
Норма Крус з Гілларі Клінтон та Мішель Обама

Норма Круз є засновницею та очільницею Фонд вижилих (Fundación Sobrevivientes) — організацію, що займається захистом прав жінок у місті Гватемала. Організацію засновано 3 липня 1996 року. Цей фонд надає «емоційну, соціальну та юридичну підтримку сотням жінок-жертв, які шукають справедливості та захисту». За даними Державного департаменту США, «лише у 2007 році її фонд допоміг знайти та засудити 30 осіб, яких звинувачують у вбивствах жінок. Організація, одна з небагатьох в країні, також надає притулок для жертв насильства, а також бореться за захист матерів, у яких викрадають немовлят для усиновлення закордоном».
З травня 2009 року Норма Круз та її рідні неодноразово отримували СМС з погрозами зґвалтуванням та вбивством. Хоча уряд Гватемали забезпечив її поліцейським захистом, погрози продовжувались. У березні 2011 року офіс її організації закидали коктейлем Молотова, але внаслідок нападу ніхто не постраждав.

## Нагороди
У 2009 році Державний департамент США назвав Круз Найхоробрішою жінкою світу, заявивши, що Круз послужила «натхненням і символом мужності та надії для жінок у Гватемалі та жінок, які працюють задля позитивних змін». Нагороду вона отримала від державного секретаря США Гілларі Клінтон та першої леді Мішель Обами.